# Ahmed Atef (calciatore)
Ahmed Atef Mouhran Mohamed (in arabo احمد عاطف‎?; 21 marzo 1998) è un calciatore egiziano, attaccante del Modern e della nazionale egiziana.

## Carriera

### Club
Atef è cresciuto nel settore giovanile del Wadi Degla. Nel 2019 è stato ceduto in prestito per una stagione all'Ergotelīs, dove ha giocato il suo primo incontro ufficiale il 9 febbraio 2020, contro il Karaïskakīs in seconda divisione. Rientrato in Egitto, ha disputato una stagione da titolare in cui ha segnato 6 gol in 18 incontri prima di passare al Future prima in prestito, e successivamente a titolo definitivo.

### Nazionale
Ha giocato nella nazionale egiziana Under-23.
Ha debuttato con la nazionale egiziana il 9 giugno 2022 nell'incontro di qualificazione per la Coppa delle nazioni africane 2023 perso 2-0 contro l'Etiopia.
Nel 2024 ha partecipato ai Giochi Olimpici.

## Statistiche

### Presenze e reti nei club
Statistiche aggiornate al 21 luglio 2024.
| Stagione        | Squadra         | Campionato      | Campionato | Campionato | Coppe nazionali | Coppe nazionali | Coppe nazionali | Coppe continentali | Coppe continentali | Coppe continentali | Altre coppe | Altre coppe | Altre coppe | Totale | Totale | Totale |
| Stagione        | Squadra         | Comp            | Pres       | Reti       | Comp            | Pres            | Reti            | Comp               | Pres               | Reti               | Comp        | Pres        | Reti        | Pres   | Reti   |        |
| --------------- | --------------- | --------------- | ---------- | ---------- | --------------- | --------------- | --------------- | ------------------ | ------------------ | ------------------ | ----------- | ----------- | ----------- | ------ | ------ | ------ |
| 2019-2020       | Ergotelīs       | BE              | 5          | 0          | CG              | 0               | 0               |                    | -                  | -                  |             | -           | -           | 5      | 0      |        |
| 2020-2021       | Wadi Degla      | 1L              | 18         | 6          | CE              | 1               | 0               |                    | -                  | -                  |             | -           | -           | 19     | 6      |        |
| 2021-2022       | Modern          | 1L              | 25         | 9          | CE              | 0               | 0               |                    | -                  | -                  |             | -           | -           | 25     | 9      |        |
| 2022-2023       | Modern          | 1L              | 19         | 4          | CE              | 0               | 0               | CCC                | 8                  | 2                  |             | -           | -           | 27     | 6      |        |
| 2023-2024       | Modern          | 1L              | 27         | 6          | CE              | 0               | 0               | CCC                | 9                  | 3                  | SE          | 2           | 0           | 38     | 9      |        |
| Totale carriera | Totale carriera | Totale carriera | 94         | 25         |                 | 1               | 0               |                    | 17                 | 5                  |             | 2           | 0           | 114    | 30     |        |

### Cronologia presenze e reti in nazionale
| Cronologia completa delle presenze e delle reti in nazionale ― Egitto | Cronologia completa delle presenze e delle reti in nazionale ― Egitto | Cronologia completa delle presenze e delle reti in nazionale ― Egitto | Cronologia completa delle presenze e delle reti in nazionale ― Egitto | Cronologia completa delle presenze e delle reti in nazionale ― Egitto | Cronologia completa delle presenze e delle reti in nazionale ― Egitto | Cronologia completa delle presenze e delle reti in nazionale ― Egitto | Cronologia completa delle presenze e delle reti in nazionale ― Egitto |
| Data                                                                  | Città                                                                 | In casa                                                               | Risultato                                                             | Ospiti                                                                | Competizione                                                          | Reti                                                                  | Note                                                                  |
| --------------------------------------------------------------------- | --------------------------------------------------------------------- | --------------------------------------------------------------------- | --------------------------------------------------------------------- | --------------------------------------------------------------------- | --------------------------------------------------------------------- | --------------------------------------------------------------------- | --------------------------------------------------------------------- |
| 9-6-2022                                                              | Lilongwe                                                              | Etiopia                                                               | 2 – 0                                                                 | Egitto                                                                | Qual. Coppa d'Africa 2023                                             | -                                                                     | 87’                                                                   |
| 14-6-2022                                                             | Seul                                                                  | Corea del Sud                                                         | 4 – 1                                                                 | Egitto                                                                | Amichevole                                                            | -                                                                     | 80’                                                                   |
| 26-3-2024                                                             | Il Cairo                                                              | Egitto                                                                | 2 – 4                                                                 | Croazia                                                               | Amichevole                                                            | -                                                                     | 85’                                                                   |
| Totale                                                                |                                                                       | Presenze                                                              | 3                                                                     |                                                                       | Reti                                                                  | 0                                                                     |                                                                       |